# Liber Pontificalis

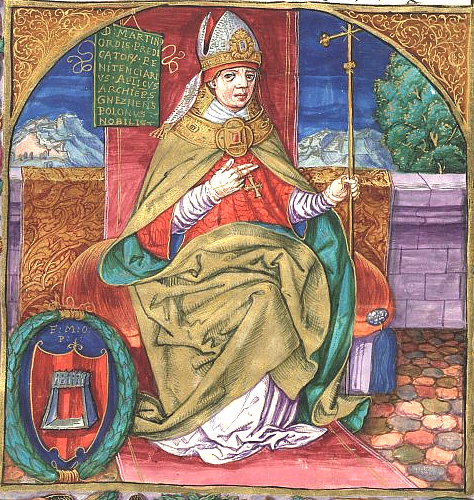
Martin z Opavy, jeden ze spoluautorů Liber Pontificalis

Liber Pontificalis anebo Kniha papežů je písemný pramen dějin raného středověku. 

## Obsah
Obsahuje chronologicky seřazenou sérii stručných životopisných záznamů papežů do 9. století.
První vydání vzniklo kolem roku 530 tak, že neznámý autor značně rozšířil  Catalogus Liberianus  až po Felixe III. (526 - 530).